# Anisodes centrata
Anisodes centrata là một loài bướm đêm trong họ Geometridae.